# Ли Ди (художник)
Ли Ди (кит. 李迪), 1100, Мэнчжоу, Империя Сун — 1197, Империя Сун) — китайский художник.

## Жизнь и творчество
Ли Ди служил придворным художником у императоров Южной Сун в 1174—1197 годах. Член императорской академии в Кайфыне; один из 26 живописцев — членов Юхуа юань, императорской академии искусств в Ханчжоу.
Ли Ди является автором пейзажей, написанных в реалистической манере. Он также известен своими изображениями фруктов, цветов, бамбука, животных и птиц, выполненных в декоративной манере. Некоторые его работы являются иллюстрациями к современным ему поэтическим произведениям.
Картины, созданные Ли Ди, можно увидеть в крупнейших художественных музеях Пекина, Шанхая, Тайбэя, Токио, Бостона и др.

## Галерея

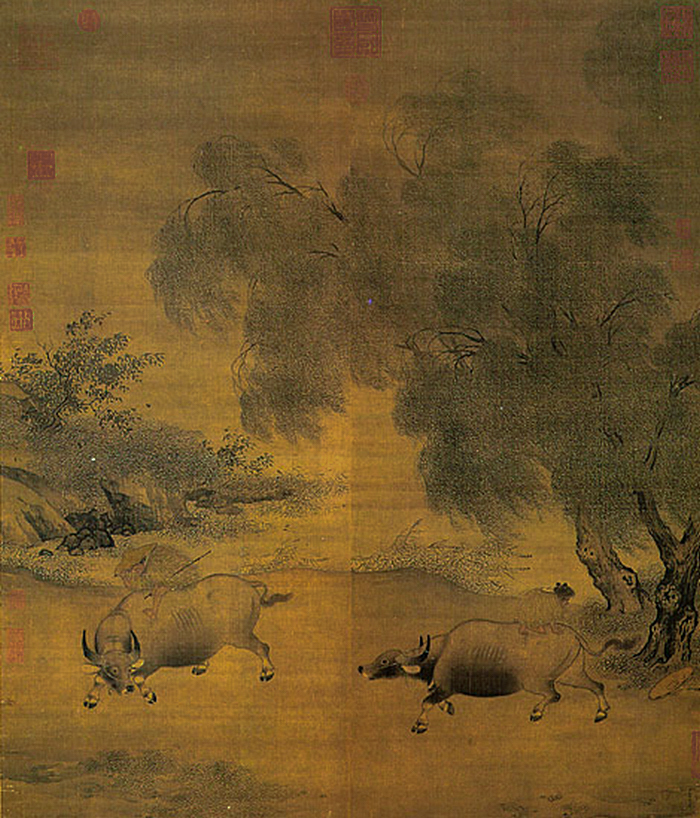
Возвращение домой в дождь и ветер
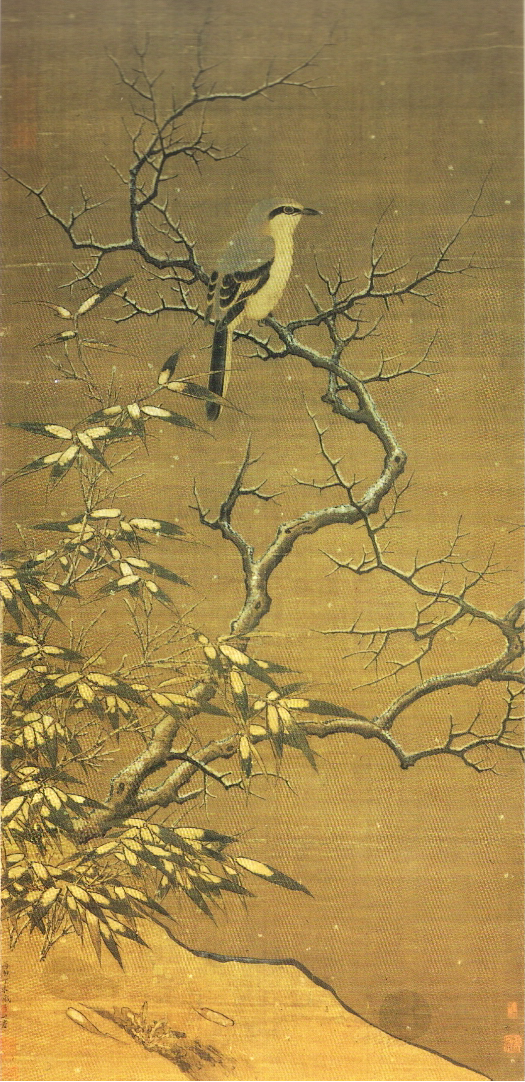
Сорокопут на дереве зимой
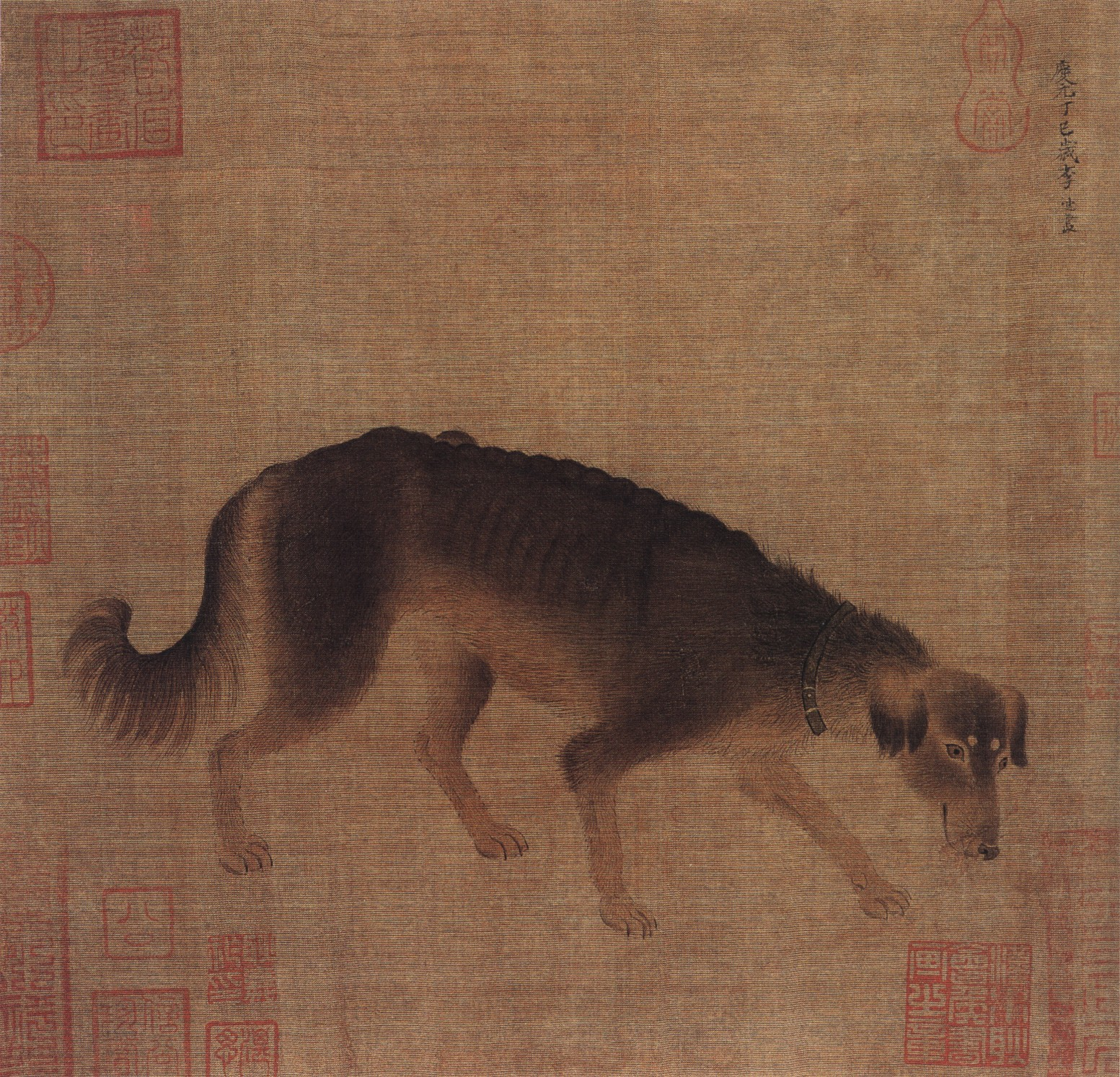
Собака, 1197 год, Музей Гугун, Пекин
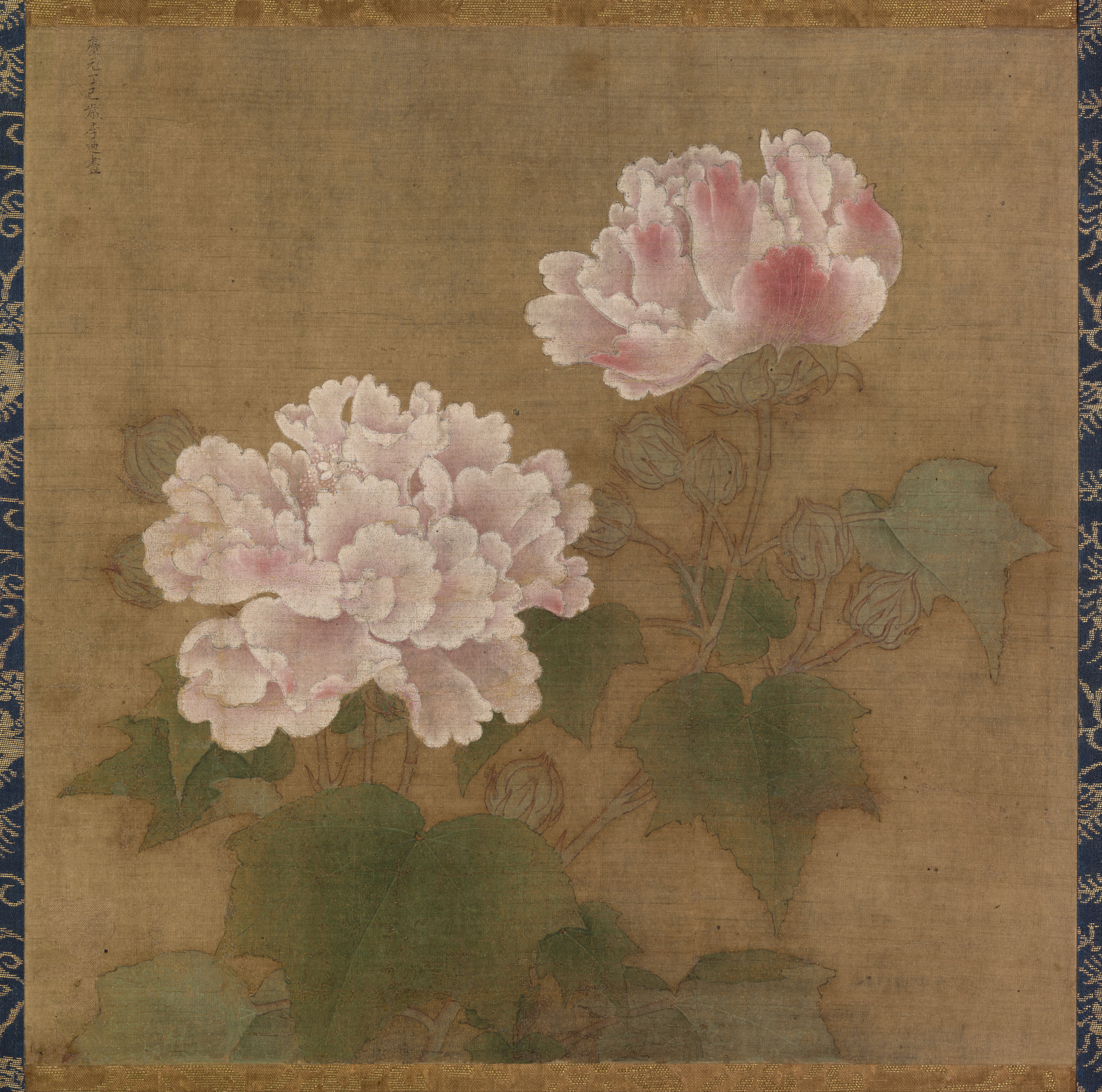
Розы белая и красная
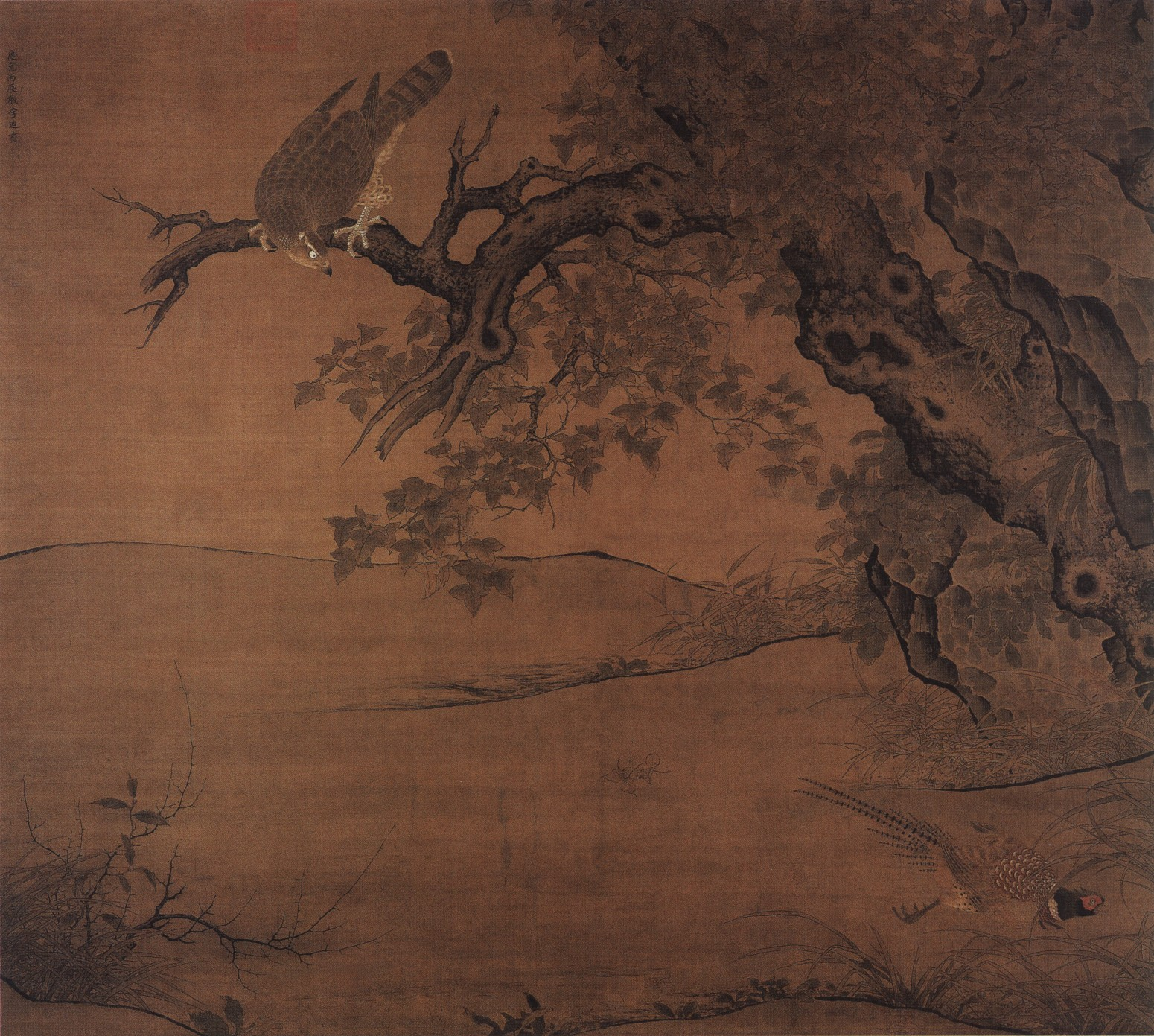
Сокол и фазан
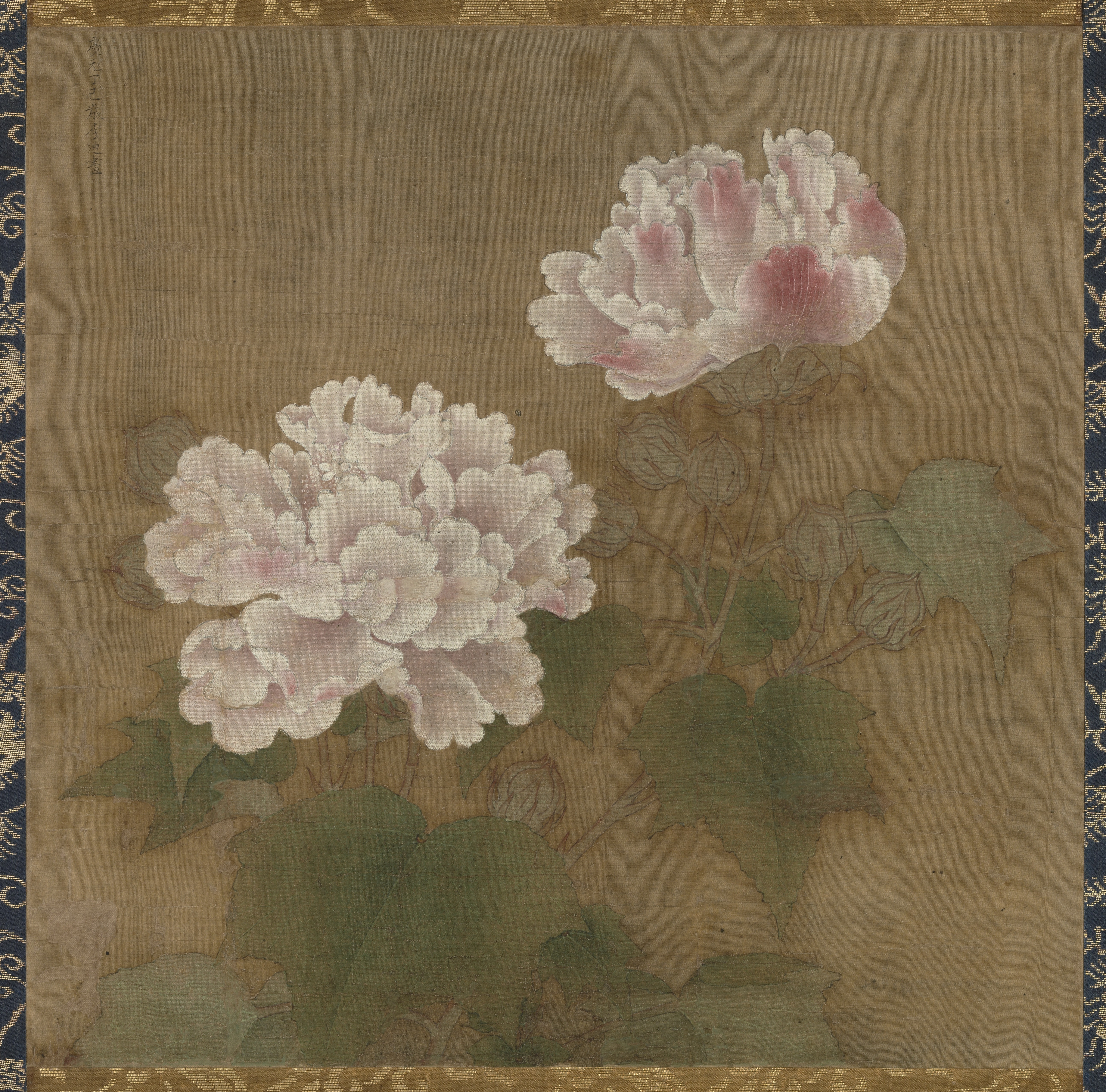
Красный ибискус